# ورنك عرموشي
ورنك عرموشي (الاسم العلمي:Raja radula) (بالإنجليزية: Rough ray)‏ هو نوع من الأسماك يتبع جنس الورنك من الفصيلة الورنكية.